# Batatoon
Batatoon foi um programa infantil transmitido pela TVI, numa produção da Miragem, a partir de 30 de novembro de 1998.
O palhaço "Batatinha" e o seu amigo "Companhia" fizeram a alegria de muitas crianças na TVI, durante vários anos, inicialmente com o programa "Vamos ao Circo" entre os anos de 1994 e 1997. Algum tempo antes tinham trabalhado juntos no programa infantil Circo Alegria, da RTP. O sucesso do "Batatoon" criou um elevado volume de vendas de merchandising (megasketchers; bóias; estojos; colchões de praia; babetes; bonés; lancheiras; barcos; a Revista Batatoon, CDs de música infantil, etc.). O programa estreou a 30 de novembro de 1998 e era transmitido ao final da tarde. 
Rumores afirmam que na emissão de 15 de março de 2002 houve um problema pessoal entre a dupla de actores que interpretavam os palhaços que animavam o programa. Dizem que o que aconteceu nessa emissão, foi que os dois se zangaram em directo e que se agrediram física e verbalmente, tendo esta situação sido captada pelas câmaras e a emissão sendo imediatamente cortada.[carece de fontes?]
No entanto, o Palhaço Companhia afirma que o problema foi com a produção do programa, e como não houve um novo acordo, ele saiu. Diz que a emissão de 15 de Março de 2002 correu normalmente e que a notícia só saiu nos jornais na segunda feira seguinte, 18 de Março de 2002. Afirma também que foi uma pena não ter havido um acordo com a produção. Diz que um dia tanto ele como o Batatinha esperam regressar aos grandes ecrãs, mas que pode ser difícil.[carece de fontes?] Contudo, o programa continuou no ar durante mais três meses, apenas apresentado por Batatinha. 
Entre Setembro de 2002 e 2003 existiu um spin-off do "Batatoon" chamado "Super Batatoon" , que era transmitido aos sábados e domingos de manhã, apresentado somente por Batatinha. 
O programa regressou à antena da TVI, no dia 23 de Julho de 2006, passando a ser transmitido somente aos domingos das 7h às 10h da manhã. Com Batatinha regressou uma nova casa Batatoon com a Ping, a Pong, o Risório, que são os seus brinquedos vivos, a cadela Pulga, a Flauta do Companhia, o seu velho amigo de sempre, o Ursinho João, o Peixinho Expô", entre outros. Mais brinquedos faziam também parte desta divertida casa como o Comando, que liga para os desenhos animados e peças de exterior, a Agendinha de Internet, que anunciava os eventos para as crianças, a Caixinha do Correio, para onde as crianças enviavam as cartas e desenhos, a Dona Rede, que é voz do telemóvel de Batatinha. Para alegrar ainda mais a festa o programa contava também com um fantástico grupo de música infantil.
O programa terminou ao fim de algumas edições devido à falta de audiências. A sua última emissão foi no dia 17 de junho de 2007. O mesmo aconteceu à Revista Batatoon que terminou na edição nº 147.
A marca Batatoon passou a denominar um circo de atracções, cujo anfitrião continua a ser António Branco, o "Batatinha".

## Expressões frequentes
- "Comando na mão, e carrega no botão!" - Frase utilizada por Batatinha antes de lançar para o ar uma série de animação, com a ajuda do Comando.

- "Ba! Bata! Batatoon!" - Ao encerrar cada emissão, Batatinha, Companhia e as crianças faziam uma coreografia ao som do tema musical oficial do programa, cujo refrão era simples e repetido imensas vezes.

- "Digimon! Ai que bom!" - Era uma expressão usada antes do início da animação japonesa Digimon.

- "Samurai ai ai ai!" - Era uma expressão usada antes do início da animação japonesa Samurai X.

## Séries animadas transmitidas
- Robin dos Bosques - 1998
- A Lenda de Zorro - 1998
- Cinderella Monogatari - 1998
- D'Artacão e os Três Moscãoteiros - 1998
- O Regresso de D'Artacão - 1998
- Simba, o Rei Leão - 1998, 1999
- A Escovinha de Dentes - 1999
- Alvin e os Esquilos - 1999
- Homens de Negro - 1999
- Godzilla - 1999
- Samurai X - 1999, 2000
- Sonic Underground - 1999, 2000
- Yaiba, o Pequeno Samurai - 2000
- Cow & Chicken e Eu Sou o Weasel - 2000
- Digimon Adventure - 2000, 2001
- Navegante da Lua (Sailor Moon) (anteriormente na SIC) - 2000, 2001
- Rita Catita e o Ursinho Oops - 2000, 2001
- Exosquad - 2001
- Minhoca Jim - 2001
- As Powerpuff Girls - 2002
- Heathcliff
- Shadow RaidersReferências

1. ↑  «Batatoon: Estamos no Ar (2000)». Discogs. Consultado em 26 de junho de 2023
2. ↑  «O reencontro de Batatinha e Companhia». Sábado. Consultado em 10 de Abril de 2012